# U181 (潜水艦)
U-181は第二次世界大戦時のドイツ海軍の潜水艦（Uボート）。IXD/2型。ドイツの降伏後は日本軍に接収されて伊号第五百一潜水艦（いごうだいごひゃくいちせんすいかん）となった。U-181は大西洋において3隻、19,454トン、インド洋で24隻、119,325トンの船を沈めている。

## 艦歴
1941年3月15日、U-181はブレーメンのデシマーク、AVヴェーザー造船所で起工。1941年12月30日に進水し、1942年5月9日にヴォルフガング・リュート艦長の元で就役した。シュテッティンの第4潜水隊群で訓練を行った後、1942年10月1日に第10潜水隊群に編入され、11月1日には第12潜水隊群に移った。
U-181はリュートの指揮の元で1942年から1943年にかけて南アフリカやモザンビーク沖へと出撃し、22隻、合計103,712トンを沈めた。これにより、リュートはオットー・クレッチマーに次いで戦果をあげたUボート艦長となり、少佐への昇進と柏葉・剣・ダイヤモンド付騎士鉄十字章を獲得した。また、リュートは第22潜水隊群司令官となった。
1943年11月1日、クルト・フライヴァルト (Kurt Freiwald) がU-181艦長となった。U-181は1944年中頃にボルドーからペナンへ向かい、4隻、24,869トンを沈めた。この際、Fa 330やNaxosレーダー探知機を運んでいる:183–184,190。1944年10月1日、第33潜水隊群に転籍。帰路ではスズ130トン、モリブデン20トン、生ゴム80から100トンや最新のレーダー探知機FUMB26 TUNISを積み:199,207、1隻、10,198トンを沈めた。積荷のため魚雷は2本しか搭載しておらず、1隻を沈めるのでそれは消費された:215。ベアリングの磨耗のため、帰路の航海は途中で中止され、1945年1月6日にバタビアへと戻った。また、その途中でココス諸島付近で潜水艦U843へと燃料を移している:219–221。
1945年（昭和20年）5月にドイツが連合国に降伏したためシンガポールで帝国海軍に接収され、7月15日に艦籍に入って伊号第五百一潜水艦となる。呉鎮守府籍となり、第一南遣艦隊付属となった。入籍が戦争末期であったために活躍することなく終戦を迎えた。まもなくシンガポールでイギリス軍に接収され、11月30日に除籍された。1946年（昭和21年）2月16日0545、北緯03度05分 東経100度04分 / 北緯3.083度 東経100.067度のマラッカ海峡で海没処分された。

## 戦果一覧
| 日付           | 船名             | 国籍           | トン数      | 結果        |
| 1回目の哨戒    | 1回目の哨戒      | 1回目の哨戒    | 1回目の哨戒 | 1回目の哨戒 |
| -------------- | ---------------- | -------------- | ----------- | ----------- |
| 1942年11月3日  | East Indian      | アメリカ合衆国 | 8,159       | 沈没        |
| 1942年11月8日  | Plaudit          | パナマ         | 5,060       | 沈没        |
| 1942年11月10日 | K.G. Meldahl     | ノルウェー     | 3,799       | 沈没        |
| 1942年11月13日 | Excello          | アメリカ合衆国 | 4,969       | 沈没        |
| 1942年11月19日 | Gunda            | ノルウェー     | 2,241       | 沈没        |
| 1942年11月20日 | Corinthiakos     | ギリシャ       | 3,562       | 沈没        |
| 1942年11月22日 | Alcoa Pathfinder | アメリカ合衆国 | 6,797       | 沈没        |
| 1942年11月24日 | Dorington Court  | イギリス       | 5,281       | 沈没        |
| 1942年11月24日 | Mount Helmos     | ギリシャ       | 6,481       | 沈没        |
| 1942年11月28日 | Evanthia         | ギリシャ       | 3,551       | 沈没        |
| 1942年11月30日 | Cleanthis        | ギリシャ       | 4,153       | 沈没        |
| 1942年12月2日  | Amarylis         | パナマ         | 4,328       | 沈没        |
| 2回目の哨戒    |                  |                |             |             |
| 1943年4月11日  | Empire Whimbrel  | イギリス       | 5,983       | 沈没        |
| 1943年5月11日  | Tinhow           | イギリス       | 5,232       | 沈没        |
| 1943年5月27日  | Sicilia          | スウェーデン   | 1,633       | 沈没        |
| 1943年6月7日   | Harrier          | 南アフリカ     | 193         | 沈没        |
| 1943年7月2日   | Hoihow           | イギリス       | 2,798       | 沈没        |
| 1943年7月15日  | Empire Lake      | イギリス       | 2,852       | 沈没        |
| 1943年7月16日  | Fort Franklin    | イギリス       | 7,135       | 沈没        |
| 1943年8月4日   | Dalfram          | イギリス       | 4,558       | 沈没        |
| 1943年8月7日   | Umvuma           | イギリス       | 4,419       | 沈没        |
| 1943年8月12日  | Clan Macarthur   | イギリス       | 10,528      | 沈没        |
| 3回目の哨戒    |                  |                |             |             |
| 1944年5月1日   | Janeta           | イギリス       | 5,312       | 沈没        |
| 1944年6月19日  | Garoet           | オランダ       | 7,118       | 沈没        |
| 1944年7月15日  | Tanda            | イギリス       | 7,174       | 沈没        |
| 1944年7月19日  | King Frederick   | イギリス       | 5,265       | 沈没        |
| 4回目の哨戒    |                  |                |             |             |
| 1944年11月2日  | Fort Lee         | アメリカ合衆国 | 10,198      | 沈没        |

## 伊号第五百一潜水艦歴代艦長

### 艦長
1. 佐藤清輝 少佐：1945年7月15日 -